# Sweetwater (Floryda)
Sweetwater – miasto w Stanach Zjednoczonych, w stanie Floryda, w hrabstwie Miami-Dade.